# X-Men Origins: Wolverine
X-Men Origins: Wolverine (titulada X-Men orígenes: Wolverine en Hispanoamérica y X-Men orígenes: Lobezno en España) es una película de 2009 basada en Wolverine, el personaje de la editorial Marvel Comics, cuyo estreno tuvo lugar el 30 de abril de 2009. La película fue dirigida por Gavin Hood y está protagonizada por Hugh Jackman.
X-Men Origins: Wolverine fue lanzado a nivel mundial el 1 de mayo de 2009, la película fue un éxito financiero, abriendo en lo alto de la taquilla y recaudando USD 179 millones en los Estados Unidos y Canadá, y más de USD 373 millones en todo el mundo. Recibió críticas generalmente pobres, los críticos la consideraron una película sin inspiración, criticando su guion y CGI mal producido, aunque elogiando el rendimiento de Jackman y las secuencias de acción. Jackman estaba descontento con la película. Debido a la mala reacción crítica y a pesar de su éxito en la taquilla, los planes para X-Men Origins: Magneto fueron finalmente cancelados y el trabajo de su borrador de guion fue entregado a Matthew Vaughn quien realizó la precuela X-Men: primera generación.

## Argumento
En 1845, James Howlett un niño que vive en Territorios del Noroeste, Canadá, es testigo de cuando su padre fue asesinado por el jardinero Thomas Logan. La ira activa la mutación del niño: unas garras de hueso sobresalen de sus nudillos, y empala a Thomas, quien confiesa que es el verdadero padre de James antes de morir. James huye junto con Victor Creed, el hijo de Thomas, quien es por ende el medio hermano de James y tiene una mutación de factor curativo como James, además de tener garras retráctiles en los dedos, como las de un león. Pasan el siguiente siglo como soldados, luchando en la guerra civil estadounidense, la Primera Guerra Mundial, la Segunda Guerra Mundial y la Guerra de Vietnam. En Vietnam, el cada vez más demente Victor intenta violar a una mujer vietnamita, y mata a un oficial superior que intenta detenerlo. James defiende a Víctor y los dos son sentenciados a ejecución por un pelotón de fusilamiento, pero sobreviven y son encerrados en un calabozo. El mayor William Stryker se acerca a ellos bajo custodia militar y les ofrece la membresía en el Equipo X, un grupo de mutantes que incluye a David North / Agente Zero, Wade Wilson / Deadpool, John Wraith / Espectro, Fred J. Dukes / Blob, y Chris Bradley / Bolt. Se unen al equipo durante unos años, con James ahora usando el alias Logan, pero el desprecio del grupo - especialmente de Victor- por la vida humana hace que James se vaya luego de una misión en Nigeria, en donde el mayor Stryker buscaba un metal de origen desconocido.
Seis años más tarde, Logan está trabajando como leñador en Canadá, donde vive con su novia Kayla Silverfox. Stryker y Zero se acercan a Logan en el trabajo. Stryker informa que Wade y Bradley han sido asesinados, y piensa que alguien está persiguiendo a los miembros del equipo, pero Logan se niega a reunirse con Stryker. Más tarde, en su casa, Kayla le cuenta a Logan en un momento de intimidad la leyenda del Kuekhuatsu, un animal místico enamorado de la Luna y que lleva el nombre de su alias, "Wolverine".
Al día siguiente, Logan está en el trabajo y sus instintos le dicen que algo muy malo va a ocurrir. Corre en dirección hacia Kayla y en el camino encuentra la cabeza de un animal salvaje, lo que hace que Logan se alarme aún más, pero después de encontrar el cuerpo ensangrentado de Kayla en el bosque, Logan se da cuenta de que Victor es el responsable. Cegado por su furia y por su dolor, va a buscar a Victor y lo encuentra en un bar local, pero Logan pierde la lucha contra Victor, quien antes de retirarse del lugar, le rompe las garras de hueso de su mano izquierda a Logan. Después, en el hospital, Stryker explica a Logan que el apetito de Víctor se había vuelto público, y ofrece a Logan una manera de llegar a ser lo suficientemente fuerte como para obtener su venganza. Logan accede a ayudar a Stryker con la condición de que se aparte de su camino. Luego, en una base militar secreta, Logan sufre una operación terriblemente dolorosa para reforzar su esqueleto con Adamantium, un metal prácticamente indestructible, que era el objeto que Stryker buscaba en Nigeria años atrás. Una vez completado el procedimiento y al ver que Logan increíblemente sobrevive, Stryker intenta traicionar a Logan ordenando que le extraigan una muestra de su sangre y que borren su memoria, pero Logan escucha esto último y se enfurece. Mata a todo el que se le atraviesa en su camino y escapa a una granja cercana, donde una pareja de ancianos lo acogen. Zero los mata la mañana siguiente y trata de matar a Logan sin éxito. Logan derriba el helicóptero de Zero, matándolo, y jura matar tanto a Stryker como a Victor por lo que le han causado.
Logan localiza a John y a Fred (quien padece de un trastorno alimenticio y ahora esta extremadamente obeso) en un club de boxeo. Fred explica que Victor todavía está trabajando para Stryker, cazando mutantes para Stryker para experimentar en su nuevo laboratorio, situado en un lugar llamado "La Isla". Fred menciona que Remy LeBeau es el único que escapó de la isla y por lo tanto sabe su ubicación. John y Logan encuentran a LeBeau en Nueva Orleans, entonces ambos pelean con Víctor, quien mata a John y extrae su ADN. Acordando ayudar a liberar a los mutantes que Stryker ha capturado, Gambito lleva a Logan a las instalaciones de Stryker situada en una isla donde hay un reactor nuclear. Logan se entera de que Kayla está viva, y está siendo forzada a trabajar para Stryker a cambio de la seguridad de su hermana Emma. Logan se marcha dolido, creyendo que Kayla lo engañaba. Sin embargo, Stryker se niega a liberar a su hermana Emma y le dice a Víctor que no puede inyectarle Adamantium como prometió, afirmando que los resultados de las pruebas revelaron que Víctor no sobreviviría a la operación. Victor intenta matar a Kayla y se desata una pelea entre él y Logan en la que Logan sale vencedor. Logan libera de sus celdas a la hermana de Kayla, junto con Scott Summers y muchos otros mutantes atrapados. Stryker entonces activa a Wade, ahora conocido como Arma XI, un "mutante asesino" lleno de poderes de múltiples mutantes, a quien se refiere como el "Deadpool".
Mientras Logan y Victor unen sus fuerzas para luchar contra el Arma XI, Kayla es herida mortalmente al llevar a los mutantes cautivos de La Isla a un lugar seguro y deja que Emma guíe a los demás a la salida. Logan decapita al Arma XI, destruyendo una de las torres-chimeneas de refrigeración en el proceso. Un escombro está por caer encima de Logan pero aparece Gambito y lo salva, luego Gambito va a ver si los niños mutantes escaparon. Cíclope, Emma, dos gemelas y los demás mutantes son posteriormente rescatados por el Profesor Charles Xavier. Logan entonces presiente el llamado de Kayla, la encuentra en el suelo y la levanta para llevarla a un lugar seguro, pero Stryker llega y dispara a Logan con balas de Adamantium, lo que hace que Logan se enfurezca y lo ataque, pero Stryker le dispara en la cabeza haciendo que pierda la consciencia. Antes de que Stryker pueda dispararle a Kayla, ella lo agarra y usa su poder mutante de tactohipnosis para persuadirlo de darse la vuelta y caminar hasta que sus pies sangren. Logan recupera la conciencia pero ha perdido su memoria. Ve el cuerpo de Kayla, ya fallecida, pero no la reconoce, y sale de la isla.
En una escena después de los créditos principales, Stryker es detenido para ser interrogado por algunos diputados en relación con la muerte de su superior, el general Munson, a quien de hecho Stryker mató después de que Munson declarara su intención de cerrar el proyecto de Stryker por encerrar a su hijo Jason (un mutante que posteriormente sería el ilusionista Mente Maestra). En una de las dos escenas posterior a los créditos finales, que se mostraron en diferentes pruebas, Logan le dice a una camarera japonesa que está "bebiendo para recordar". En la otra, se muestra la mano de Deadpool saliendo de entre los escombros y alcanzando su cabeza decapitada la cual mira a la pantalla rompiendo la cuarta pared (esta última se incluye en el lanzamiento de la edición en video hogareña de la película).

## Reparto

### Protagonista
- Hugh Jackman como James "Jimmy" o "Logan" Howlett / Wolverine / Lobezno: Un mutante y futuro miembro de los X-Men.
  - Troye Sivan como el pequeño Logan

### Villanos
- Danny Huston como William Stryker: Un coronel que realiza experimentos con mutantes.

- Liev Schreiber como Victor Creed / Dientes de Sable: Medio hermano de Logan y compañero en el ejército quien más tarde se convertiría en su némesis Sabretooth. Jackman y Hood compararon la relación de Wolverine y Sabretooth con la rivalidad entre Borg y McEnroe en el mundo del tenis: son enemigos pero no pueden vivir el uno sin el otro. Sabretooth representa el animal puro y encarna el lado más oscuro del personaje Wolverine, el aspecto que Wolverine odia de sí mismo. Estos personajes son dos caras de la misma moneda.[4] Tyler Mane, quien lo interpretó en X-Men, esperaba repetir el papel.[5] Jackman trabajó anteriormente con Schreiber, en la comedia romántica de 2001 Kate y Leopold y lo describió como alguien con una racha competitiva necesaria para interpretar a Sabretooth. Se incitaban mutuamente en el set para realizar más y más trucos. Schreiber puso 40 lb (18 kg) de músculo para el trabajo,[6] y describió a Sabretooth como el papel más monstruoso que haya interpretado.
  - Michael-James Olsen como el pequeño Victor

- Ryan Reynolds como Wade Wilson / Deadpool: Un mercenario bromista con una habilidad letal de esgrima que posteriormente es convertido en el Arma XI. El actor había estado interesado en interpretar al personaje en su propia película desde 2003. Originalmente, Reynolds solo iba a actuar en un cameo como Wilson, pero el papel creció después de que fue elegido. Reynolds hizo entrenamiento de espada para el personaje y también trabajó para conseguir su físico igual al de Jackman.
  - Scott Adkins como el Arma XI: Años después, el mercenario mutante fue modificado genéticamente por William Stryker[7] y se convirtió en una versión retorcida de Deadpool. Él tiene poderes tomados de otros mutantes que, en su mayoría, fueron asesinados o secuestrados por Victor a lo largo de la película, también tiene cuchillas retráctiles en sus brazos. Stryker se refiere a él como “pool, el asesino mutante: Deadpool” porque reunió los poderes compatibles de los otros mutantes en un solo cuerpo. Esta adaptación de Deadpool carece de su tradicional disfraz rojo y su máscara, tiene la boca cosida, además tiene los rayos ópticos de Cíclope, la teletransportación de Wraith, y cuchillas que salen de sus puños, similar a las garras de Wolverine.[7] Reynolds retrata al Arma XI para primeros planos, tomas de pie y acrobacias simples, mientras que Adkins fue el doble usado para el trabajo de acrobacias más complicado y peligroso.[8]

- Daniel Henney como David North / Agent Zero / Agente Cero: Un miembro del programa Arma-X y un experto francotirador.

### Exmiembros del Equipo X
- Dominic Monaghan como Chris Bradley / Bolt: Un mutante que puede manipular la electricidad.

- Will.i.am como John Wraith / Spectre / Espectro: Un mutante que puede teletransportarse.

- Kevin Durand como Frederick J. Dukes / Blob / La Mole: Un mutante con una capa de piel casi indestructible. En las primeras escenas de la película, es un hombre luchador musculoso formidable, pero seis años después, debido a una mala alimentación, ha ganado una enorme cantidad de peso y entrena como boxeador para perder peso. Logan se burla de Dukes al preguntarle sobre el paradero de Stryker, cuando lo llama "Bub", Dukes lo malinterpreta como "blob" (“bola” en el doblaje al español) y comienza a luchar contra él.[6] Fanático de las películas de los X-Men, Durand se puso en contacto con los productores para obtener un papel tan pronto como saliera la noticia de una nueva película.[9] El traje pasó por seis meses de modificaciones, y tenía un sistema de tubería adentro para enfriar a Durand con agua helada.[10] David Harbour hizo una audición para el papel, pero fue rechazado por estar demasiado gordo en ese momento.[11]

### Otros personajes
- Lynn Collins como Kayla Silverfox / Silver Fox / Zorra Plateada: El interés amoroso de Wolverine y cómplice de Stryker. Tiene el poder de la hipnosis a través del tacto.

- Taylor Kitsch como Remy LeBeau / Gambito: Un ladrón cajún que tiene la capacidad de convertir la energía potencial de cualquier objeto que toca en energía cinética, haciéndolo explotar. El tamaño del objeto determina la magnitud de la explosión resultante. Cuando se le preguntó acerca de sus pensamientos sobre el personaje, Kitsch había dicho: "Sabía de él, pero no sabía los seguidores que tenía. Estoy seguro de que todavía voy a estar expuesto a eso. Amo al personaje, amo sus poderes y amo lo que hicieron con él. No sabía mucho, pero en mi experiencia, fue una bendición entrar y hacer mi toma sobre él. Estoy emocionado por eso, por decir lo menos”.[12]

- Tim Pocock como Scott Summers / Cíclope: Un mutante capaz de emitir poderosos rayos de energía de sus ojos y futuro miembro de los X-Men.

- Tahyna Tozzi como Hermana de Kayla / Emma:[13] Tozzi retrata a Emma, una mutante con el poder de convertir su piel en diamante, quien en la película es la hermana de Silver Fox. En la representación de la película Emma fue originalmente considerada como Emma Frost,[14][15] aunque no parecía mostrar las habilidades telepáticas tradicionales del personaje. Tiempo después, Lauren Shuler Donner negó que este personaje sea la verdadera Emma Frost, dando a entender que en realidad era otra mutante con habilidades similares.[16]

- Patrick Stewart como Charles Xavier / Profesor X: Líder y fundador de los X-Men, Stewart fue rejuvenecido digitalmente solo para hacer un cameo sin acreditar al final de la película como una versión de Charles Xavier un poco más joven que podía caminar.[17] Sin embargo con la continuidad de los eventos y los errores en la historia, Singer desarrolló una idea para unir todas las películas y tratar de arreglar la continuidad. En X-Men: primera generación estrenada dos años después, Xavier pierde la movilidad de sus piernas a una edad mucho más joven de la que tiene en X-Men Origins: Wolverine. En la película X-Men: días del futuro pasado que se estrenó tres años más tarde (es una secuela de la película de 2011 y tiene lugar antes de los eventos de la película de 2009), Xavier proyecta una ilusión mental en la cabeza de las personas con las que se comunica en donde está de pie en varias escenas, esas escenas podrían servir como explicación de que Xavier continúe caminando en las películas lanzadas anteriormente ambientadas en décadas posteriores a los eventos de X-Men: primera generación, aunque realmente nunca lo aclaran en la película estrenada en 2014.

Adicionalmente Max Cullen y Julia Blake interpretaron a Travis y Heather Hudson, un matrimonio de ancianos que reciben a Wolverine en su casa, después de que este escapa de Stryker tras ser inyectado con adamantium.
Los padres de Wolverine también aparecieron en la película; Aaron Jeffery interpretó a Thomas Logan mientras que Alice Parkinson interpretó a Elizabeth Howlett. Peter O'Brien apareció como John Howlett, el supuesto padre de James.
La película incluye numerosos cameos de versiones más jóvenes de los personajes que se han visto en las películas anteriores, incluyendo a Jason Stryker el hijo telepático lobotomizado de William Stryker a quien mantiene en suspensión criogénica. Hubo un cameo de una joven Tormenta que se puede ver en el tráiler, pero fue eliminado de la versión definitiva de la película.
Asher Keddie interpretó a la Dra. Carol Frost. El jugador de póquer Daniel Negreanu también tiene un cameo, Phil Hellmuth quería unírsele pero no pudo porque se comprometió con un evento en Toronto. El cocreador de X-Men, Stan Lee, dijo que haría un cameo, pero al final no apareció en la película ya que no pudo asistir al rodaje en Australia.

## Doblaje
| Intérpretes      | Personaje                                     | Doblaje Hispanoamérica | Doblaje España          |
| ---------------- | --------------------------------------------- | ---------------------- | ----------------------- |
| Hugh Jackman     | Logan / Wolverine / Lobezno                   | Humberto Solórzano     | Gabriel Jiménez         |
| Patrick Stewart  | Charles Xavier / Profesor X                   | Federico Romano        | Javier Franquelo        |
| Liev Schreiber   | Victor Creed / Dientes de Sable               | Idzi Dutkiewicz        | Eduardo Jover           |
| Ryan Reynolds    | Wade Wilson / Deadpool                        | José Antonio Macías    | Rafa Romero             |
| Danny Huston     | William Stryker                               | Raúl Anaya             | José Antonio Ceínos     |
| Daniel Henney    | David North / Agente Zero                     | Edson Matus            | Fernando Cabrera        |
| Dominic Monaghan | Chris Bradley / Bolt                          | Héctor Emmanuel Gómez  | Eduardo Bosch           |
| Will.i.am        | John Wraith / Spectre / Espectro              | Arturo Mercado Jr.     | Álvaro Perucho          |
| Kevin Durand     | Frederick J. Dukes / La Mole                  | Sebastián Llapur       | David García Vázquez    |
| Lynn Collins     | Kayla Silverfox / Silver Fox / Zorra Plateada | Erica Edwards          | Olga Velasco            |
| Taylor Kitsch    | Remy LeBeau / Gambito                         | Andrés Gutiérrez Coto  | Luis Manuel Martín Díaz |
| Tim Pocock       | Scott Summers / Cíclope                       | Javier Olguín          | Pablo Sevilla           |
| Tahyna Tozzi     | Emma Frost                                    | Mireya Mendoza         | Ana Jiménez             |

## Preproducción
El 20 de julio de 2007 se confirmó que Gavin Hood sería el director de esta película y Hugh Jackman confirmó que el guion estaba listo. Se empezó a filmar en noviembre de 2007 y se estrenó el 1 de mayo de 2009. El estreno de la película se retrasó en México y Hugh Jackman declaró que pospondría su visita a dicho país por el brote de la gripe porcina. El estreno en este país fue el 29 de mayo.

## Producción

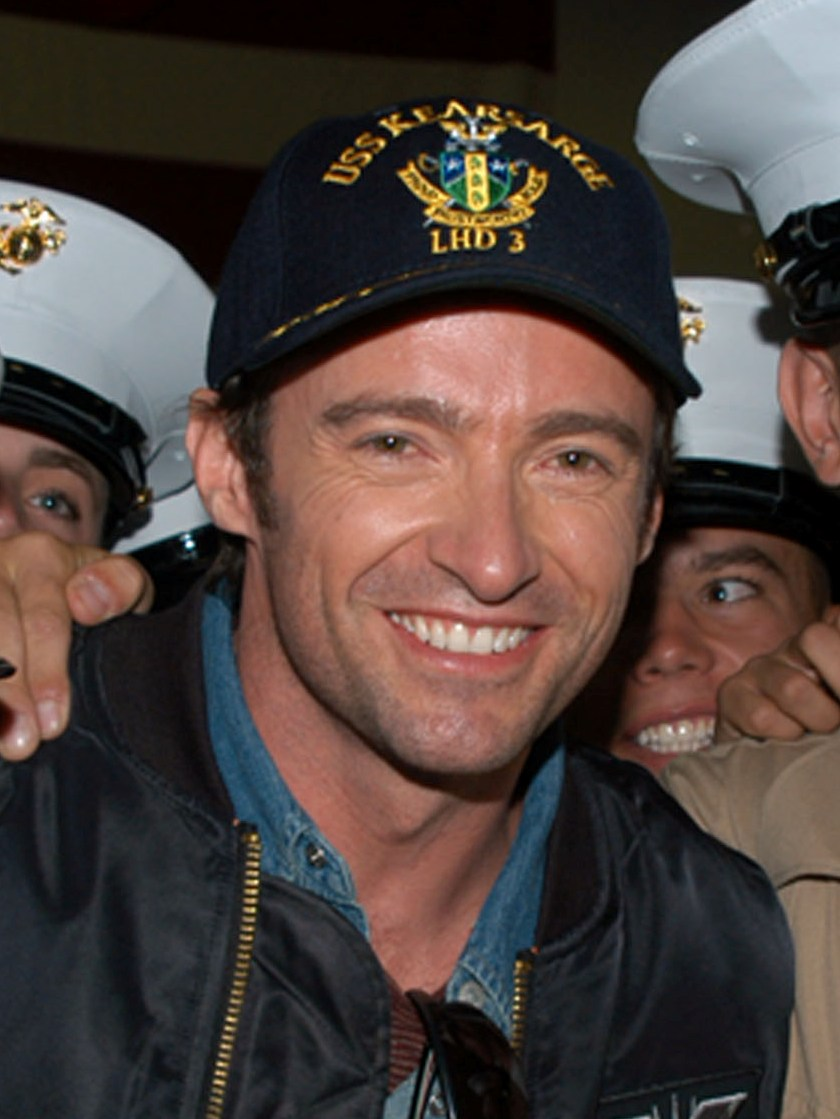
Hugh Jackman, intérprete de Wolverine.

El guionista David Benioff, un fan de los cómics, estuvo persiguiendo el proyecto durante casi tres años antes de que fuera contratado para escribir el guion en octubre de 2004. Durante la preparación de este, releyó Arma X de Barry Windsor-Smith, así como la serie limitada sobre Wolverine realizada por Chris Claremont y Frank Miller en 1982; también le sirvió como inspiración la serie limitada Origin (2001), que muestra la vida de Wolverine antes de Arma X. Benioff deseaba una historia «un poco más oscura y brutal», hecho que le llevó a escribir el guion con la calificación de restringida en mente, aunque reconoció que el tono final de la película dependería del productor y del director. El actor Hugh Jackman, quien colaboró en la elaboración del guion, quería que la película no fuera vista como X-Men 4, sino como una pieza separada y nueva sobre su personaje, y no vio necesidad de realizar la película con calificación restringida. En octubre de 2006 se terminó el guion, pero Jackman no podía comprometerse ya que tenía previsto empezar a rodar Australia (2008) durante el año 2007. Antes de la huelga de 2007-2008 que iniciaron el Gremio de Escritores de América, James Vanderbilt y Scott Silver fueron contratados para una reescritura de última hora del guion.
Gavin Hood fue anunciado como director del proyecto en julio de 2007 para realizar el lanzamiento en 2008. Anteriormente, el director de X-Men: La película y X-Men: X2, Bryan Singer y el director de X-Men: The Last Stand, Brett Ratner estaban interesados en regresar a la franquicia, mientras que Alexandre Aja y Len Wiseman también querían el trabajo. Zack Snyder, quien se acercó a X-Men 3, rechazó esta película porque estaba dirigiendo Watchmen. Jackman vio paralelismo entre Logan y el personaje principal de Tsotsi. Hood explicó que, si bien él no era un fan de los cómics, "se dio cuenta de que el personaje de Wolverine, que su gran atractivo reside en el hecho de que él es alguien que de alguna manera, está llena de una gran cantidad de auto-odio por su propia naturaleza y está constantemente en guerra con su propia naturaleza ". La película se centra en temas tal como la lucha interna entre su salvajismo animal y las nobles cualidades humanas. Hood se enorgullece de sus anteriores películas, pero se lanzó a este proyecto para sentir una sensación diferente. En octubre, Fox anunció que el 1 de mayo de 2009 será la fecha de lanzamiento de X-Men Orígins: Wolverine.
La presentación preliminar tuvo lugar en Fox Studios Australia (en Sídney) a finales de 2007. El estudio de la fotografía empezó el 18 de enero de 2008, en Nueva Zelanda. La controversia surgió en Queenstown Lakes District Council cuando se tuvo que tomar la decisión de permitir a Fox almacenar explosivos en la pista de patinaje sobre hielo local. Tras estos incidentes Fox trasladó algunos de los explosivos a otra ubicación. Los explosivos se iban a utilizar para una toma de una explosión en Hudson Farm, una escena que requería cuatro cámaras. Jackman y Palermo's Woz Productions llegaron a un acuerdo con el consejo para permitir que estuvieran especialistas en medio ambiente para asesorarles en el cuidado del entorno donde estaban rodando. La filmación continuó en Nueva Orleans, Luisiana, donde se rodó una gran parte de la película. Cockatoo Island fue usada para recrear la guarida de Stryker, los enormes edificios ahorraron mucho dinero en posproducción digital. La producción de la película generará 60 millones de dólares en la economía de Sídney. La fotografía en Nueva Zelanda se terminó el 23 de mayo de 2008. Se incluirá además en la película un flashback donde se muestra a Logan en el desembarco de Normandía el cual fue rodado en Blacksmiths, New South Wales.
Hood y Fox tuvieron disputas sobre la dirección de la película. El estudio tenía dos candidatos para reemplazar a Hood antes de que Richard Donner, marido de la productora Lauren Shuler Donner, volara a Australia para poner paz entre el director y el estudio. Hood puntualizó, "Tras la discusión y el serio debate, las cosas han mejorado. Espero que la película mejores tras este debate. Si nadie hubiera hablado sobre el tema, estaríamos en un problema!".

## Estrenos
| País                                                                          | Fecha de estreno              |
| ----------------------------------------------------------------------------- | ----------------------------- |
| Alemania                                                                      | Miércoles 29 de abril de 2009 |
| Argentina                                                                     | Miércoles 29 de abril de 2009 |
| Australia                                                                     | Miércoles 29 de abril de 2009 |
| Austria                                                                       | Viernes 1 de mayo de 2009     |
| Baréin                                                                        | Jueves 30 de abril de 2009    |
| Bélgica                                                                       | Miércoles 29 de abril de 2009 |
| Belice · Costa Rica · El Salvador · Guatemala · Honduras · Nicaragua · Panamá | Jueves 30 de abril de 2009    |
| Bolivia                                                                       | Jueves 30 de abril de 2009    |
| Brasil                                                                        | Jueves 30 de abril de 2009    |
| Bulgaria                                                                      | Viernes 1 de mayo de 2009     |
| Chile                                                                         | Jueves 30 de abril de 2009    |
| China                                                                         | Domingo 3 de mayo de 2009     |
| Chipre                                                                        | Miércoles 29 de abril de 2009 |
| Colombia                                                                      | Jueves 30 de abril de 2009    |
| Corea del Sur                                                                 | Miércoles 29 de abril de 2009 |
| Croacia                                                                       | Jueves 30 de abril de 2009    |
| Dinamarca                                                                     | Viernes 1 de mayo de 2009     |
| Ecuador                                                                       | Jueves 30 de abril de 2009    |
| Egipto                                                                        | Miércoles 29 de abril de 2009 |
| EAU                                                                           | Jueves 30 de abril de 2009    |
| Eslovenia                                                                     | Jueves 30 de abril de 2009    |
| España                                                                        | Jueves 30 de abril de 2009    |
| Estados Unidos · Canadá                                                       | Viernes 1 de mayo de 2009     |
| Estonia                                                                       | Viernes 1 de mayo de 2009     |
| Etiopía                                                                       | Viernes 1 de mayo de 2009     |
| Filipinas                                                                     | Miércoles 29 de abril de 2009 |
| Finlandia                                                                     | Viernes 1 de mayo de 2009     |
| Francia                                                                       | Miércoles 29 de abril de 2009 |

| País                         | Fecha de estreno                 |
| ---------------------------- | -------------------------------- |
| Ghana                        | Viernes 1 de mayo de 2009        |
| Grecia                       | Miércoles 29 de abril de 2009    |
| Hong Kong                    | Miércoles 29 de abril de 2009    |
| Hungría                      | Jueves 30 de abril de 2009       |
| India                        | Miércoles 29 de abril de 2009    |
| Indonesia                    | Miércoles 29 de abril de 2009    |
| Islandia                     | Viernes 1 de mayo de 2009        |
| Israel                       | Jueves 30 de abril de 2009       |
| Italia                       | Miércoles 29 de abril de 2009    |
| Jamaica                      | Miércoles 29 de abril de 2009    |
| Japón                        | Viernes 11 de septiembre de 2009 |
| Jordania                     | Miércoles 29 de abril de 2009    |
| Kazajistán                   | Jueves 30 de abril de 2009       |
| Kuwait                       | Jueves 30 de abril de 2009       |
| Letonia                      | Miércoles 29 de abril de 2009    |
| Líbano                       | Jueves 30 de abril de 2009       |
| Lituania                     | Viernes 1 de mayo de 2009        |
| Malasia                      | Miércoles 29 de abril de 2009    |
| México                       | Viernes 29 de mayo de 2009       |
| Nigeria                      | Viernes 1 de mayo de 2009        |
| Noruega                      | Miércoles 29 de abril de 2009    |
| Nueva Zelanda                | Miércoles 29 de abril de 2009    |
| Omán                         | Jueves 30 de abril de 2009       |
| Países Bajos                 | Jueves 30 de abril de 2009       |
| Paraguay                     | Miércoles 29 de abril de 2009    |
| Perú                         | Jueves 30 de abril de 2009       |
| Polonia                      | Jueves 30 de abril de 2009       |
| Portugal                     | Jueves 30 de abril de 2009       |
| Puerto Rico                  | Jueves 30 de abril de 2009       |
| Catar                        | Jueves 30 de abril de 2009       |
| Reino Unido Irlanda          | Miércoles 29 de abril de 2009    |
| República Checa · Eslovaquia | Jueves 30 de abril de 2009       |
| República Dominicana         | Jueves 30 de abril de 2009       |
| Rumania                      | Viernes 1 de mayo de 2009        |
| Rusia                        | Jueves 30 de abril de 2009       |
| Serbia y Montenegro          | Miércoles 29 de abril de 2009    |
| Singapur                     | Miércoles 29 de abril de 2009    |
| Sudáfrica                    | Miércoles 29 de abril de 2009    |
| Suecia                       | Viernes 1 de mayo de 2009        |
| Suiza                        | Miércoles 29 de abril de 2009    |
| Tailandia                    | Miércoles 29 de abril de 2009    |
| Taiwán                       | Miércoles 29 de abril de 2009    |
| Turquía                      | Viernes 1 de mayo de 2009        |
| Ucrania                      | Jueves 30 de abril de 2009       |
| Uruguay                      | Miércoles 29 de abril de 2009    |
| Venezuela                    | Jueves 30 de abril de 2009       |
| Vietnam                      | Viernes 15 de mayo de 2009       |

## Secuela
Ya en su día Hood especuló que podría haber una secuela y que podría estar situada en Japón. Al final no se realizó una secuela, sino una nueva historia que partía desde el final de X-Men: The Last Stand y fue llamada The Wolverine desarrollada por Chris Claremont y Frank Miller. Jackman comentó que esta historia ambientada en Japón es su favorita sobre el personaje.

## Videojuego
Activision lanzó el 1 de mayo de 2009 un videojuego basado en el argumento de la película X-Men Origins: Wolverine. Creado por el estudio Raven Software, este juego explora la historia de los orígenes del mutante, desde que huye de las instalaciones de Arma X hasta su paso por las selvas africanas y otros lugares perdidos. El juego se ha desarrollado en diferentes plataformas y para distintas edades:
- Para mayores de 18 años en PS3, Xbox 360 y PC.
- Para mayores de 16 años en Wii, PSP y PS2.
- Para mayores de 12 años en Nintendo DS.

## Recepción
El portal Rotten Tomatoes le da un índice de 5,1/10; con una calificación de 38%, sobre la base de una suma de 253 reseñas donde afirma que aunque Hugh Jackman da lo mejor de sí, no puede evitar que la película tenga un guion de cliché y narrativa familiar. En IMDb le da una calificación de 6,7/10 y en Metacritic obtiene una calificación de 6/10.